# Satoshi Yamaguchi
|  | Per a altres significats, vegeu «Satoshi Yamaguchi (1978)». |

Satoshi Yamaguchi (Prefectura d'Ōita, Japó, 1 d'agost de 1959) és un futbolista japonès que disputà un partit amb la selecció japonesa.